# Каспаров Андрій Рафаїлович
Андрій Рафаїлович Каспаров (вірм. Անդրեյ Րաֆաիլի Կասպարով, рос. Андре́й Рафаи́лович Каспа́ров, народився 6 квітня 1966 року) вірмено-американський піаніст, композитор, і професор. Має як американське, так і російське громадянство.

## Біографія

### Молодість і освіта
Андрій Каспаров народився 6 квітня 1966 року в Баку, Азербайджан, в сім'ї вірменського походження. Почав займатися музикою у віці шести років, і переїхав до Москви у п'ятнадцять. Пізніше вступив у Московську державну консерваторію, яку закінчив з відзнакою за спеціальностями Музична Композиція і Фортепіано, в 1989 і 1990 роках, відповідно. У консерваторії вивчав гармонію і контрапункт із Юрієм Холоповим, відомим російським музикознавцем. Він навчався гри на клавішних інструментах у таких відомих вчителів як: Ніна Ємельянова, Володимир Бунін, Сергій Дижур, Дмитро Сахаров, і Віктор Мержанов. Його навчання композиції почалися з Тетяною Чудовою і Тихоном Хренніковим; пізніше він продовжив їх в незалежній студії Олександра Чайковського.
Подальші докторські дослідження Каспаров проводив у музичній школі Джейкобс і в Індіанському університеті в Блумінгтоні, разом з Клодом Бейкером, Уейном Петерсоном, Харві Солбергом, і Євгеном О'брієном під керівництвом інструктора Томаса Балднера. Він також відвідував курси із вивчення сучасної музики у 1996 році в Дармштадті, Німеччина. Каспаров отримав свій перший ступінь доктора в категорії «Музична композиція» в Університеті штату Індіана в 1999 році.

## Нагороди
В 1985 році нагороджений третьою премією за свою Токкату для фортепіано, і в 1987 році отримав другу премією за свою Шість Афоризмів для флейти, скрипки і віолончелі на Всесоюзному Конкурсі Композиторів.
У 1997 році був удостоєний другої премії на Міжнародному конкурсі композиторів імені Прокоф'єва за свою роботу над двома контрастними дванадцятитональними смугами під назвою Соната для фортепіано No. 2.

### Кар'єра
Зараз Каспаров — професор музики в Університеті Старого Домініону в Норфолку, Вірджинія, де навчає студентів і випускників музичної композиції, фортепіано. На всіх курсах бакалаврату викладає теорію музики, а також керує ансамблем сучасної музики.
З 1998 до 2008 року, Каспаров очолював Creo, Ансамбль резидентів Університету Старий Домініон для сучасної музики. На своєму останньому виступі в березні 2008 року група презентувала композицію Каспарова  Ціцернакаберд , для сучасної музичної вистави і шести музикантів: альт флейта, бас/контрабас-флейти, скрипки, двох ударників і меццо-сопрано. Серед артистів-учасників була танцювальна група «Друге дихання» і меццо-сопрано Ліза Релафорд Костон. Завдяки хореографам Беверлі Кордової Дюан і Христини Йошида була організована танцювальна постановка живої картини з вісьмома артистами, що нагадувала однойменний меморіал жертвам Геноциду вірмен. Каспаров і раніше працював з трупою «Друге Дихання», в 2005 році у співпраці з хореографом Желоном Віейра, над Іао, оригінальним твором для танців, меццо-сопрано, і перкусії, в який були включені елементи традиційного афро-бразильського танцю і бразильського бойового мистецтва капоейра.
Каспаров також відомий як піаніст і музикант. Його дискографія включає кілька альбомів, серед яких фірми звукозапису «Олбані» і «Наксос». З 2009 року він став директором Норфолкської палати Гармонії разом з дружиною і товаришем, піаністкою Оксаною Луцишин. Вони є співзасновниками дуету Invencia Piano Duo.

### Робота над Белою Бартоком
Починаючи з 1994 року, разом з Пітером Бартоком і Нельсоном Делламаджіоре, Каспаров почав дослідження в області редагування проектів «Концерту для фортепіано No. 3» Бела Бартока і його «Концерту з Віолончеллю».
Стан здоров'я Бартока різко погіршився під час роботи над завершенням Третього фортепіанного концерту, і це змусило автора лягти до лікарні. Отже, останні сімнадцять заходів партитури були залишені лише як ескізи. Однак перед тим, як лягти у лікарню, автор дав чіткі вказівки своєму синові Пітерові, щоб вставити сімнадцять бар-ліній і подвійний бар в кінці концерту. В поспіху, щоб закінчити роботу, останні слова Бела вимовив рідною угорською мовою. Барток вже не повернувся з лікарні, щоб побачити завершення Концерту для Фортепіано, померши від лейкозу 26 вересня 1945 року. Остаточне оркестрування було врешті виконане з нот композитора його другом, Тібором Шерлі. Третій Концерт для Фортепіано був пізніше опублікований у виданні Шерлі і Ервіна Штайна, за редакцією Boosey & Hawkes. Оригінал рукопису, поряд з численними іншими, пізніше став предметом затяжної судової справи між довірителем майна Бартока, Пітером і другою дружиною Бели, Дітою Пажторі-Барток. Заява довірителя, який стверджував, що композитор втратив права на свою роботу була оскаржена Пітером Бартоком. Той же довіритель також заперечував право Діти на будь-який дохід від продажу музики, доти, доки не вирішиться справа про правовласність. Впродовж сорокарічної юридичної тяганини всі оригінальні рукописи залишалися недоступними. Тільки після смерті довірителя і Діти Пітер зміг відновити повне володіння документами свого батька і почати запланований процес їх редагування. Саме в цей час, серед майна померлого довірителя знайшли Концерт для Віолончелі, який досі вважали втраченим.
Пітер Барток разом з Нельсоном Делламаджіоре мав на меті передруковувати і переглянути останні виправлення в обох варіантах нотного тексту, а також виправити виявлені друковані помилки, які ніколи не виправляв його батько. Незначні зміни, внесені у фортепіанний концерт, вплинули на зміст основного тону, педалювання, і темпи декількох ключових пасажів. В цілому, серед редагувань були: позначки композитора в кінцевому варіанті рукопису, які не відтворені в остаточній фото-репродукції; додані зміни на основі початкових нарисів Бартока; пропозиції від редакторів і музикантів, які брали участь в минулих концертах; виправлення типографічних неточностей та помилок в друкованих нотних текстах зі зниженням тональності для двох фортепіано.
У 1994 році Каспаров був солістом у світовій прем'єрі нової редакції Концерту для фортепіано № 3 Бели Бартока, яка відбулася у філармонії в місті Колумбус, штат Індіана (раніше Columbus Pro Musica). За словами диригента Девіда Боудена, і Пітера Бартока, який був виконавцем:
«Ці зміни, в загальному зробили фортепіанну частину більш доступною і виправили неточності в структурі акордів….»
Відредаговані видання понижень для двох фортепіано та оркестрової партитури «Концерту для фортепіано № 3» опубліковані Boosey & Hawkes.

### Hommages Musicaux
У 1920 році в пам'ять про покійного Клода Дебюссе, французьке музичне видання La Revue musicale опублікувало твори сучасних композиторів і концертних артистів. Колекція під назвою Tombeau de Claude Debussy вийшла за сприяння Поля Дюка, Альберта Русселя, Ґіана Францеско Маліпіеро, Євгена Гуссенса, Бели Бартока, Флорана Шмітта, Ігоря Стравінського, Моріса Равеля, Мануеля де Ла Фала, та Еріка Сатіє. Натхненний успіхом прем'єрної спільної роботи, редактор Генрі Прюньєр презентував другу присвятну роботу. Семеро із студентів Габріеля Форе працювали над Hommage à Gabriel Fauré, опублікувавши її в 1922. Равель представив роботу для скрипки соло; Чарльз Коечлін і Жан Роже-Дюкасс написали ноти для фортепіано для гри «в чотири руки»; Джордж Енеску, Луї Обер, Флоран Шмітт, і Пол Ладмірал написали тексти для фортепіанних соло.
Разом із скрипалями Дезіре Рухстрат і Павлом Ільяшовим, віолончелістом Девідом Канліфом, гітаристом Тімоті Олбирчем, і меццо-сопрано Лізою Релафорд Костон, фортепіанний дует Invincea (Андрій Каспаров і Оксана Луцишин) у 2007 на студії "Олбані" записали Hommages Musicaux, яка складалась із Tombeau de Claude Debussy і Hommage à Gabriel Fauré.

### Робота над Флораном Шміттом
В середині 1990-х, під час написання Hommages Musicaux, фортепіанний дует Invencia був залучений до створення каталогу композитора Флорана Шмітта. Створений як присвята Клоду Дебюссі і Габрієлю Форе, запис включав в себе Tombeau de Claude Debussy і Hommage à Gabriel Fauré. У кожному з цих циклів міститься одна з робіт Шмітта для фортепіано. Каспаров і Луцишин були:
«…взяті у полон багатством багатошарової гармонії і текстур Шмітта, а також життєздатністю ритмічних структур в музиці.»
Присвята Каспарова дуетно-фортепіанній музиці Флорана Шмітта, у співпраці з Оксаною Луцишин, завершилася випуском чотирьох дисків на Naxos Records, як частина його серії Grand Piano [Архівовано 24 березня 2016 у Wayback Machine.].
Випущений у 2012 році, «Том 1» вміщував Trois rapsodies, Op. 53, і написану в 1899 році Шміттом Sept pièces, Op. 15, яка ніколи раніше не записувалась на студії. Альбом завершувала раніше неопублікована робота Rhapsodie parisienne. Складена в 1900 році, вона є однією з двох неопублікованих дуетних композицій Шмітта. За словами Каспарова, нотатки в нотах вказують, що композитор призначав цю композицію для більш пізнього оркестрування. Спеціальний дозвіл на запис Rhapsodie parisienne був наданий мадам Енні Шмітт, онукою Флорана. Перший Том був визнаний «Записом місяця» і «Вибором критиків» за думкою MusicWeb International і Naxos Records відповідно, в травні 2013 року.

Наразі невідомо, чи так багато творів Шмітта для фортепіанного дуету коли-небудь були публічно представлені в Європі, як після відродження їх дуетом Invincea. Частина, яку Шмітт написав як етюд для фортепіано, зокрема два прем'єрні записи Sur cinq notes, Op. 34 і Eight Easy Pieces, Op. 41, були включені до дуетного «Тому 2». Каспаров стверджував, що Шмітт експериментував з методом композиції на перших п'яти нотах діатонічного звукоряду, метод, яким згодом скористався Ігор Стравінський у своїх Five Easy Pieces для фортепіанного дуету (1917р), та Les cinq doigts для фортепіанного соло (1921р).
«Том 3» зібрав дебютні записи за 6 років роботи з 1895 по 1902: Musiques foraines, Op. 22 і Marche du 163 R.I., Op. 48. «Том 4» ознаменувався ще однією композиціяєю Шмітта, написаною з п'яти заданих нот primo частини Trois pièces récréatives, Op. 37. Той же альбом містив перше в історії видання  Lied et Scherzo, Op. 54, у версії Шмітта для фортепіано в чотири руки на двох роялях. Композиція складена в 1910 році для подвійного духового квінтету. Альтернативні видання цієї частини також були підготовлені композитором для валторни чи віолончелі у поєднанні з фортепіано.

## Нагороди
- Третє місце, Всесоюзний конкурс композиторів (1985).[2][7]
- Друге місце, Всесоюзний конкурс композиторів (1987).[2][7]
- Друге місце, Міжнародний конкурс композиторів імені Сергія Прокоф'єва (1997).[2][5][8][9]
- Приз Альбера Русселя, Міжнародний конкурс піаністів музики 20-го століття в Орлеані (1998).[9][40][41][42]
- Plus Award, ASCAP[en] (1999—2011, 2013).[43]
- Переможець, Національний конкурс композиторів сучасного суспільства звукозапису.[44]

## Композиції
- Токата для фортепіано.[7][45]
- Соната для фортепіано № 1 на основі вірменських шараканов.[5]
- Соната для фортепіано № 2.[46][47]
- Каденція для ЛвБ для фортепіано соло.

Композиція заснована на деяких гармонійних і мелодійних уривків з фортепіанного тріо Бетховена № 3, до мінор, соч. 1.
- Фантазія на лютеранські хорали для фортепіано в чотири руки.[50][51][52][53]
- Вальс (Моріс Равель, 1875—1937) в обробці для фортепіано в чотири руки.[52][54]
- Танок смерті (Ліст Ференц, 1811—1886) в обробці для двох фортепіано.[55]
- Три Молитви для струнного квартету.[5]
- Шість Афоризмів для флейти, скрипки і віолончелі.[7]
- Ave Maris Stella для бас-блокфлейти (фа), бас-блокфлейти (до) і бас-віоли да гамба.

Написана в 2011 році, робота заснована на літургійному гімні, Ave Maris Stella (Радуйся, Зірка морська), Ґійома Дюфаї.
- Міхаль для кларнета соло.[57][58]
- Рапсодія на хасидские мелодії для скрипки соло.[59][60][61]
- Перебудова для оркестру.

Написана в 1998 році, композиція заснована на оркестрі, який підлаштовує без порядку і, до остаточного розпаду, змінює розсадження. Рев натовпу імітується промовою музикантів, де слова — запозичені з лексикону політичних в'язнів, російських евфемізмів і нестандартного лексикону — вокалізовані. Включені музичні цитати з 1930-х років, Марсельєзи і гімну СРСР.
- Цицернакаберд для сучасного танцю і шести музикантів: альтової флейти, бас / контрабасової флейти, скрипки, двох ударників і меццо-soprano.[14][63][64]

Відбиває вірменське походження композитора, робота була навіяна однойменною меморіалом, присвяченим жертвам Геноциду вірмен: масових звірств, скоєних під час Першої світової війни в Османській імперії проти вірменського населення Туреччини. Розташований в Єревані, столиці Вірменії, пам'ятник був розроблений архітекторами Сашуром Калашяном і Артуром Тарханяном.
- Иао для сучасного танцю, меццо-сопрано і ударних.[15]

## Вибрана дискографія

### Як композитора
- Vienna Modern Masters:
  - On and Off the Keys: Music for Solo Instruments and Small Ensemble, Distinguished Performers Series IV (Andrey Kasparov, Piano Sonata No. 2)[10]
  - Twentieth Century Classics: Music for Piano and Strings, Distinguished Performers Series III (Andrey Kasparov, Toccata for piano)[67]
  - Music from Six Continents (1999 Series) (Andrey Kasparov, Perestroika for orchestra)[68]
- Contemporary Record Society:
  - Four Paintings: Contemporary American Composers (Andrey Kasparov, Toccata for piano)[69]
- Atlantic Music Artist Agency:
  - New Music in Ukraine, Chamber Ensemble (4) (Andrey Kasparov, Michal for solo clarinet)[70]

### Як виконавця
Columbus Indiana Philharmonic
- Rachmaninoff by Kasparov. Sergei Rachmaninoff: Piano Concerto No. 2, Op. 18; Sergei Rachmaninoff/ Franz Behr[en], Polka de W.R.[en] (Encore)[71]

Albany Records
- Hommages Musicaux. Two collections of compositions honouring the memories of Claude Debussy and Gabriel Fauré (Invencia Piano Duo):[29][30]

Tombeau de Claude Debussy
1. Paul Dukas, La plainte, au loin, du faune
2. Albert Roussel, L'Accueil des Muses
3. Gian Francesco Malipiero, A Claudio Debussy
4. Eugene Goossens, Hommage à Debussy
5. Béla Bartók, Improvisation on a Hungarian Peasant Song
6. Florent Schmitt, Et Pan, au fond des blés lunaires, s'accouda
7. Igor Stravinsky, Fragment des Symphonies pour instruments à vent à la mémoire de C.A. Debussy
8. Maurice Ravel, Duo pour Violine et Violoncelle (Desiree Ruhstrat, Violin; David Cunliffe, Cello)
9. Manuel de Falla, Homenaja (Timothy Olbrych, Guitar)
10. Erik Satie, Que me font ses vallon (Lisa Coston, Mezzo-Soprano)

Hommage à Gabriel Fauré, Seven Pieces on the Name of Fauré (Berceuse sur le nom de Gabriel Fauré)
1. Maurice Ravel (Pavel Ilyashov, Violin)
2. George Enescu
3. Louis Aubert
4. Florent Schmitt
5. Charles Koechlin
6. Paul Ladmirault
7. Jean Roger-Ducasse

- Ignis Fatuus. Works by Adolphus Hailstork (Invencia Piano Duo):[72][73][74][75][76][77]

1. Two Scherzos
2. Trio Sonata
3. Ignis Fatuus
4. Eight Variations on Shalom Chaverim
5. Piano Sonata No. 2
6. Sonata for Two Pianos

Naxos Records
- Florent Schmitt: Complete Original Works for Piano Duet and Duo — Vol. 1 (Invencia Piano Duo)[78][79][80][81][82][83][84][85]

1. Trois rapsodies, Op. 53
2. Sept pièces, Op. 15
3. Rhapsodie parisienne

- Florent Schmitt: Complete Original Works for Piano Duet and Duo — Vol. 2 (Invencia Piano Duo)[31][78][86][87][88]

1. Sur cinq notes, Op. 34
2. Reflets d'Allemagne, Op. 28
3. Eight Easy Pieces, Op. 41

- Florent Schmitt: Complete Original Works for Piano Duet and Duo — Vol. 3 (Invencia Piano Duo)[86][89][90][91][92]

1. Marche du 163 R.I., Op. 48, No. 2
2. Feuillets de voyage, Book 1, Op. 26
3. Feuillets de voyage, Book 2, Op. 26
4. Musiques foraines, Op. 22

- Florent Schmitt: Complete Original Works for Piano Duet and Duo — Vol. 4 (Invencia Piano Duo)[93][94][95][96][97]

1. Humoresques, Op. 43
2. Lied et scherzo, Op. 54 (for piano four hands)
3. Trois pièces récréatives, Op. 37
4. Une semaine du petit elfe Ferme-l'oeil, Op. 58